# 青龙岗站
青龙岗站'位于中华人民共和国安徽省合肥市蜀山区望江西路与鸡鸣山路交叉口地下，是合肥轨道交通4号线的地铁车站，工程站名鸡鸣山路站，6号线一期工程建成前与4号线贯通运营。

## 车站结构
青龙岗站位于望江西路与鸡鸣山路交叉口，沿望江西路南侧东西向布置，为地下两层单柱双跨岛式站台，站台宽度11m。本站共设4个出入口，2组风亭，1座冷却塔。